# Georgi Damjanov
Georgi Părvanov Damjanov (in bulgaro Георги Първанов Дамянов?; Lopušna, 23 settembre 1892 – Sofia, 27 novembre 1958) è stato un politico bulgaro.

## Gioventù
Damjanov nacque a Lopušna, vicino a Mihajlovgrad, l'odierna Montana il 23 settembre 1982, in una povera famiglia di campagna. Studiò al ginnasio di Vraca. Dopo lo scoppio della prima guerra mondiale, venne mobilitato come ufficiale al fronte e là svolse un'intensa attività contro la guerra. Nel periodo 1919-1923 prese parte alle attività del Partito Comunista Bulgaro e venne eletto alla guida locale del partito, e come consigliere comunale.

## Attività dal 1923 fino al 1944
Dopo il colpo di Stato del 1923 prese parte alla preparazione alla rivolta di Settembre a Vraca. Nel momento della rivolta venne mandato all'estero. Si distinse nelle lotte per impadronirsi di Mihajlovgrad, nella battaglia di Bojčinovci e nello scontro vicino a Krivodol. Dopo il fallimento della rivolta emigrò in Jugoslavia. Nel 1924 tornò clandestinamente in Bulgaria e prese parte alla riorganizzazione del PCB nella Bulgaria nord-occidentale. Venne condannato a morte due volte in contumacia.
Nel 1925 emigrò di nuovo in Jugoslavia, ed in seguito in Unione Sovietica, sotto la pressione delle rafforzate persecuzioni del regime di Aleksandăr Cankov. Nel 1929 finì l'accademia militare "Frunze", e poi ne diventò un insegnante. Intraprese anche cariche di tipo direttivo nell'Armata rossa. Nel 1935 ritornò ancora in Bulgaria per sostenere Georgi Dimitrov e Vasil Kolarov nello scontro con l'ala estremista del PCB. Nel 1937 tornò ancora in Unione Sovietica, per partecipare simultaneamente ai lavori del Comintern e del Ufficio estero del PCB.

## Attività dopo il 1944
Dopo il 9 settembre 1944 accettò l'incarico di amministratore della sezione militare del Comitato Centrale del PCB. Nel 1945 venne eletto membro del Politburo del PCB, Fu ministro della difesa dal 1946 al 1950. Il 27 maggio del 1950, fu nominato capo di Stato con la carica di Presidente del Presidium dell'Assemblea nazionale. Ricoprì tale carica per otto anni fino alla morte, avvenuta a Sofia il 27 novembre 1958. Durante questo periodo la maggior parte del potere si trovava nelle mani dei segretari generali del partito, in primis Vălko Červenkov e poi Todor Živkov.